# 小沢治

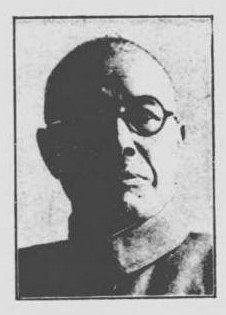
小沢治

小沢 治（小澤、おざわ おさむ/はる、1885年（明治18年）3月28日 - 1976年（昭和51年）3月17日）は、大正から昭和時代の政治家。大日本帝国陸軍軍人。衆議院議員。

## 経歴
茨城県信太郡木原村（稲敷郡木原村を経て現美浦村）出身。小沢金蔵の長男として生まれ、1934年（昭和9年）家督を相続する。1904年（明治37年）成城学校を卒業し、のち東京専門学校に学ぶ。陸軍に入り歩兵中尉に進んだ。
茨城県会議員となり、帝国在郷軍人会稲敷郡連合分会長、稲敷郡養蚕組合長、同農会長、同壮年団長を歴任した。ほか、東邦産金会社専務取締役、松本電機計器監査役を務めた。
1942年（昭和17年）4月の第21回衆議院議員総選挙では茨城県第1区から翼賛政治体制協議会推薦で出馬し当選。衆議院議員を1期務めた。在任中は翼賛政治会政調文部委員に指名され、派遣軍慰問のため南支那へ派遣された。戦後、公職追放となった。